# Lauris Kaplinski
Lauris Kaplinski (nascido em 1971) é um autor da Estônia e um hacker de computador militante das causas do software livre e contribuiu para difusão do GNU/Linux. Seu pai é o bem conhecido filósofo estoniano Jaan Kaplinski.
Lauris Kaplinski vive em Tartu, Estonia com sua família. Estudou biologia molecular e filosofia, e começou uma pequena loja familiar de computadores em 1994, quando começou com o GNU/Linux. Lauris diz que seu primeiro computador foi um Commodore 128 no fim dos anos 1980, e o primeiro projeto de programação em que esteve envolvido foi em Z80 assembler. Atualmente trabalha para Ximian, uma empresa de software adquirida pela Novell.
Lauris é o autor de um popular programa de desenho chamado Sodipodi. Captou a atenção de muitos artistas gráficos e desenvolvedores web no mundo por ser um verdadeiro editor SVG e editor gráfico vetorial. Foi o primeiro do gênero disponível para o GNOME.